# Leucoma ogovensis
Leucoma ogovensis är en fjärilsart som beskrevs av Holland 1893. Leucoma ogovensis ingår i släktet Leucoma och familjen tofsspinnare. Inga underarter finns listade i Catalogue of Life.